# Parti libéral (Espagne, 1976)
 (février 2019).
Si vous disposez d'ouvrages ou d'articles de référence ou si vous connaissez des sites web de qualité traitant du thème abordé ici, merci de compléter l'article en donnant les références utiles à sa vérifiabilité et en les liant à la section « Notes et références ».
Le Parti libéral (en espagnol : Partido Liberal, PL) est un parti politique espagnol de centre droit libéral actif entre 1976 et 1989.

## Historique
Formation minoritaire ayant soutenu l'Union du centre démocratique (UCD) sans en faire partie, il participe dans les années 1980 à la coalition entre l'Alliance populaire (AP) et le Parti démocrate populaire (PDP). Il fusionne en 1984 avec l'Union libérale (UL) et conserve son nom.
Il se dissout en 1989 pour rejoindre le nouveau Parti populaire (PP).